# Pallavolo Città di Castello
 (mars 2014).
Maillots
Le Pallavolo Città di Castello, est un club de volley-ball basé à Città di Castello, fondé en 1948 et évoluant en Serie A1 (plus haut niveau national).

## Historique
- 1948 : Fondation de la section volley-ball du G.S. Città di Castello
- 1991 : le club accède à la Serie A1
- 1997 : le club cède son titre sportif et redémarre en Serie D
- 2013 : Vainqueur de la Serie A2 et accession à la Serie A1

## Palmarès
- Championnat de Serie A2 (1)
  - Vainqueur : 2013

## Entraîneurs
- 2014-21 janvier 2015 :  Paolo Montagnani

## Effectif de la saison 2013-2014
| No                                         | Nom                                        | Date de naissance                          | Taille                       | Poids                        | Poste                        |
| ------------------------------------------ | ------------------------------------------ | ------------------------------------------ | ---------------------------- | ---------------------------- | ---------------------------- |
| 1                                          | Alessandro Franceschini                    | 21 juin 1983                               | 197                          |                              | Central                      |
| 2                                          | Christian Fromm                            | 15 août 1990                               | 204                          | 99                           | Réceptionneur-attaquant      |
| 3                                          | Ludovico Carminati                         | 21 septembre 1992                          | 200                          |                              | Réceptionneur-attaquant      |
| 4                                          | David Lensi                                | 10 novembre 1995                           | 175                          |                              | Libero                       |
| 5                                          | Antonio Corvetta                           | 28 septembre 1977                          | 188                          |                              | Passeur                      |
| 6                                          | Ludovico Dolfo                             | 30 juin 1989                               | 195                          |                              | Réceptionneur-attaquant      |
| 7                                          | Marco Lo Bianco                            | 15 septembre 1990                          | 191                          |                              | Libero                       |
| 8                                          | Luca Sartoretti                            | 20 novembre 1995                           | 190                          |                              | Réceptionneur-attaquant      |
| 9                                          | Jacopo Massari                             | 2 juin 1988                                | 185                          |                              | Réceptionneur-attaquant      |
| 10                                         | Federico Tosi                              | 18 septembre 1991                          | 185                          |                              | Libero                       |
| 11                                         | Matteo Piano                               | 24 octobre 1990                            | 207                          |                              | Central                      |
| 12                                         | Gert Van Walle                             | 7 août 1987                                | 197                          |                              | Attaquant                    |
| 13                                         | Andrea Rossi                               | 14 février 1989                            | 202                          |                              | Central                      |
| 15                                         | Manuele Marchiani                          | 5 avril 1989                               | 185                          |                              | Passeur                      |
|                                            |                                            |                                            |                              |                              |                              |
| Encadrement technique                      | Encadrement technique                      |                                            | Légende                      | Légende                      | Légende                      |
| Entraîneur : Andrea Radici                 | Entraîneur : Andrea Radici                 | Entraîneur : Andrea Radici                 | : Capitaine                  | : Capitaine                  | : Capitaine                  |
| Entraîneur(s) adjoint(s) : Marco Bartolini | Entraîneur(s) adjoint(s) : Marco Bartolini | Entraîneur(s) adjoint(s) : Marco Bartolini | : Joueur blessé actuellement | : Joueur blessé actuellement | : Joueur blessé actuellement |